# Vojvodina
Vojvodina (Servisch: Војводина; Hongaars: Vajdaság of Délvidék; Roemeens: Voivodina) is een regio in het noorden van Servië: ze omvat het noordelijke deel van Servië en heeft de Sava en de Donau als zuidelijke grens met de rest van Servië. Verder grenst het gebied aan Kroatië, Hongarije en Roemenië. Het is het enige deel van Servië dat geografisch niet tot de Balkan behoort maar tot de Pannonische vlakte.
Het gebied is overwegend vlak en staat bekend als de graanschuur van Servië. De regio heeft relatief veel steden. Een belangrijke industriestad is Novi Sad, dat de hoofdstad van het gebied en de tweede stad van het land is. Andere grotere steden zijn Subotica, Zrenjanin en Pančevo.
Vojvodina kan worden verdeeld in drie geografische en historische gebieden: de Bačka in het noordwesten (met de Tisa als oostgrens en de Donau als zuidgrens), het Banaat in het oosten en Syrmië (Srem) in het zuidwesten. Deze gebieden behoorden tot 1918 alle tot Oostenrijk-Hongarije. Het is zelfs zo dat enkele hedendaagse buitenwijken/voorsteden van de Servische hoofdstad historisch gezien tot Vojvodina behoren. Er wonen in de landstreek nog veel Hongaren (Zie: Hongaarse minderheid in Servië).

## Geschiedenis

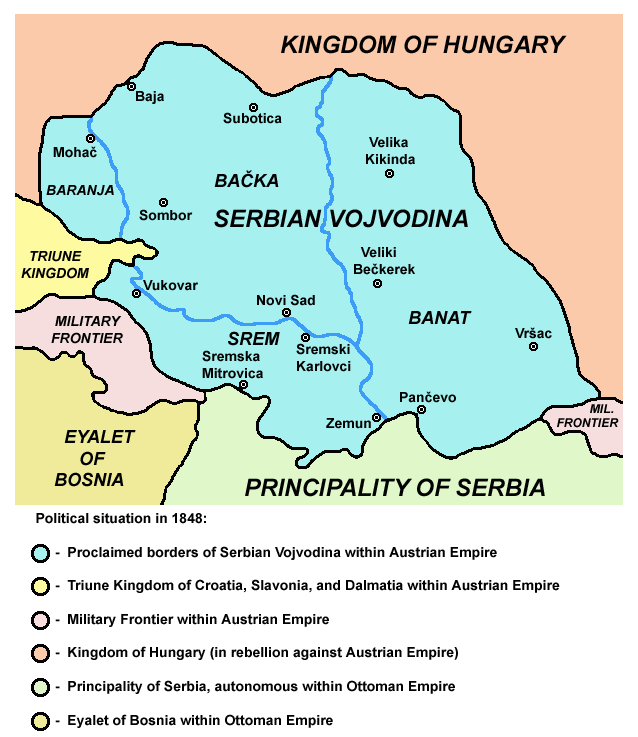

Vojvodina heet naar het Slavische woord vojvoda dat zoals hertog of markgraaf een militaire heerser over een gebied binnen een land aanduidde, letterlijk vertaald naar het Nederlands betekent vojvodina dus hertogdom. De aanduiding Vojvodina voor deze landstreek kwam in het revolutiejaar 1848 voor het eerst in gebruik, toen het vojvodschap Servië (Srpska Vojvodina) werd uitgeroepen, als antwoord op de anti-Habsburgse opstand in Hongarije. Dit leidde binnen de Donaumonarchie tot de oprichting van het kroonland vojvodschap Servië en Temesbanaat, dat tot 1860 heeft bestaan. Het omvatte het huidige Vojvodina (behalve het grootste deel van Syrmië), maar ook gebieden die thans in Roemenië en Hongarije liggen, waaronder de toenmalige hoofdstad Timișoara. In 1860 werd het kroonland opgeheven en werden de Bačka en het Banaat weer rechtstreeks onderdeel van Hongarije. Syrmië was ondertussen een onderdeel van Kroatië-Slavonië, dat binnen Hongarije enige autonomie genoot.

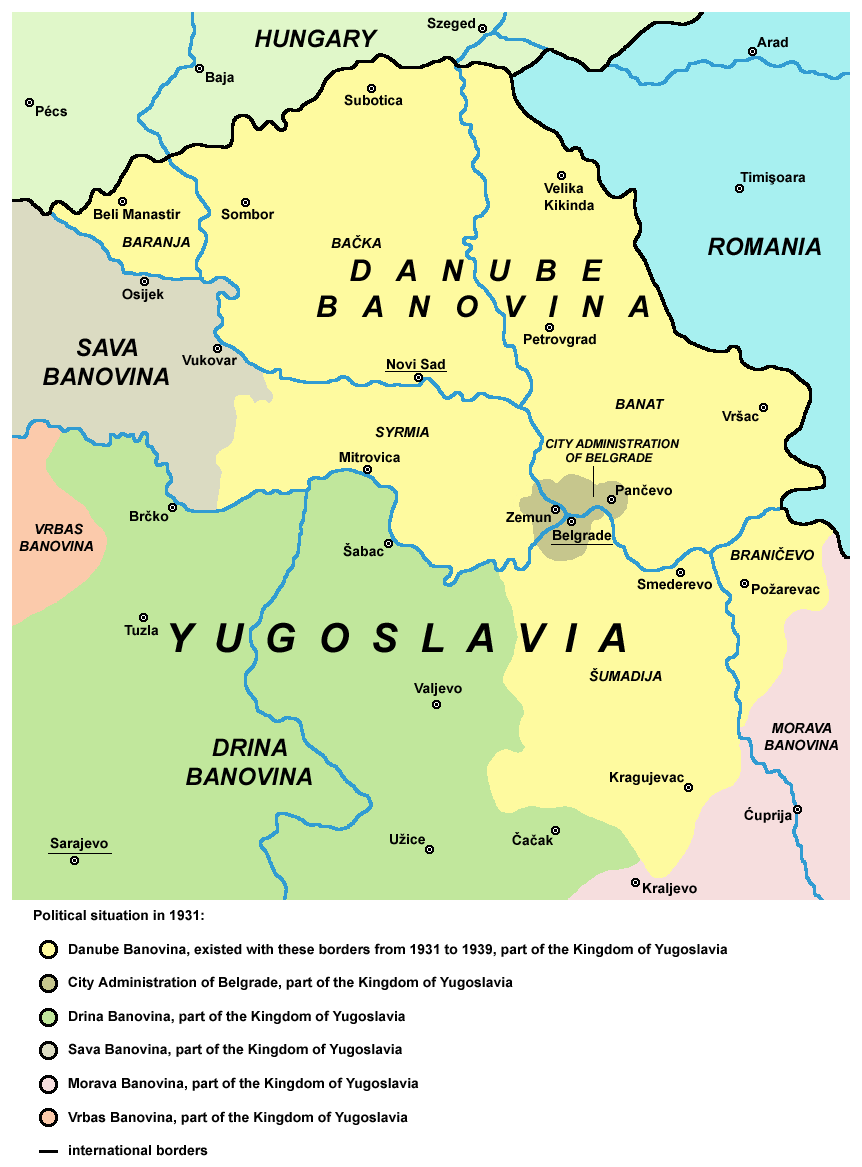

Bij het Verdrag van Trianon in 1920 moest Hongarije, na de verloren Eerste Wereldoorlog, de gebieden die thans als Vojvodina bekendstaan afstaan aan zijn nieuwe zuidelijke buurland, het Koninkrijk der Serviërs, Kroaten en Slovenen. Van 1929 tot 1941 vormde Vojvodina het hoofdbestanddeel van het Donaubanaat (Dunavska banovina), een van de provincies van het koninkrijk Joegoslavië.
Van 1941 tot 1945 maakte Vojvodina weer deel uit van Hongarije, dit vanwege de bezetting door Nazi-Duitsland.
In 1945, na de Tweede Wereldoorlog, keerde de naam Vojvodina terug op de landkaart. Het gebied kreeg als Socialistische Autonome Provincie Vojvodina binnen de Joegoslavische federatie vanaf 1963 enige autonomie, die in 1974 aanzienlijk werd uitgebreid. In dat jaar kreeg Vojvodina, dat daarvoor deel had uitgemaakt van Servië, samen met Kosovo een status die feitelijk gelijkstond aan die van een afzonderlijke Joegoslavische deelstaat. In 1990 werd de situatie van voor 1974 teruggedraaid. Dit was een van de stappen die Slobodan Milošević zette in zijn streven naar een Groot-Servië. In 1991 riep Slovenië zijn onafhankelijkheid uit en begon het uiteenvallen van Joegoslavië. Het was het begin van de Joegoslavische oorlogen. Die oorlogen leidden ertoe dat er grote spanningen ontstonden binnen Vojvodina. Met name tussen Kroatische en Servische burgers namen de spanningen toe. Rond Vukovar op de grens met Vojvodina werd veel gevochten. In 1995 werd de hoofdstad Novi Sad gebombardeerd door de Navo. De verkeersbrug over de Donau was het doelwit. 
In 2009 ging het Servische parlement akkoord met meer zelfbestuur van Vojvodina, waarmee de bestuurlijk en politiek autonome status van voor 1990 weer werd hersteld. Binnen de autonome provincie zijn zes talen erkend als co-officieel, naast het Servisch het Hongaars, Roemeens, Kroatisch, Slowaaks en Roetheens. In gemeenten waar meer dan 15% van de bevolking tot een minderheid behoort, is die taal ook officieel op gemeenteniveau.

Nationalisten in Hongarije die de grenzen van het Verdrag van Trianon niet erkennen, met name georganiseerd in de rechtse splinterpartij MIÉP, claimen het gebied nog steeds, evenals delen van andere buurstaten van Hongarije waar door grote delen van de bevolking nog steeds Hongaars wordt gesproken. De huidige Hongaarse Partij in het provinciaal bestuur, de VMSZ (Vajdasági Magyar Szövetség) is niet voor afscheiding van de Hongaarse gebieden, maar streeft wel een autonoom Hongaars gebied na.

## Bevolking
De bevolking van Vojvodina is zeer gemengd: de Serven vormen de meerderheid, dan volgt de Hongaarse minderheid in Servië (vooral in de noordelijke Bačka), en verder zijn er Slowaakse, Roemeense, Roetheense en Roma-minderheden. Zij beschikken alle over vergaande rechten in gemeenten waar zij minstens 15% van de bevolking uitmaken. Sinds het uiteenvallen van Joegoslavië en de Kosovo-oorlog is het aandeel van de Serven in Vojvodina toegenomen ten gevolge van de instroom van vluchtelingen uit Kroatië, Bosnië en Herzegovina en Kosovo.
De laatste volkstelling in het gebied vond in 2002 plaats en leverden voor de 2.031.992 inwoners de volgende onderverdeling naar etniciteit op:
| \| Nationaliteit \| aantal \| % \| \| -------------- \| --------- \| ----- \| \| Serviërs \| 1.321.807 \| 65,05 \| \| Hongaren \| 290.207 \| 14,28 \| \| Slowaken \| 56.637 \| 2,79 \| \| Kroaten \| 56.546 \| 2,78 \| \| Joegoslaven \| 49.881 \| 2,45 \| \| Montenegrijnen \| 35.513 \| 1,75 \| \| Roemenen \| 30.419 \| 1,50 \| \| Roma \| 29.057 \| 1,43 \| \| Boenjewatsen \| 19.766 \| 0,97 \| \| Roethenen \| 15.626 \| 0,77 \| \| Macedoniërs \| 11.785 \| 0,58 \| \| Oekraïners \| 4.635 \| 0,23 \| \| overige \| 55.097 \| 2,71 \| \| niet opgegeven \| 55.016 \| 2,71 \| \| Totaal \| 2.031.992 \| 100 \| |           |       |
| Nationaliteit | aantal    | %     |
| Serviërs | 1.321.807 | 65,05 |
| Hongaren | 290.207   | 14,28 |
| Slowaken | 56.637    | 2,79  |
| Kroaten | 56.546    | 2,78  |
| Joegoslaven | 49.881    | 2,45  |
| Montenegrijnen | 35.513    | 1,75  |
| Roemenen | 30.419    | 1,50  |
| Roma | 29.057    | 1,43  |
| Boenjewatsen | 19.766    | 0,97  |
| Roethenen | 15.626    | 0,77  |
| Macedoniërs | 11.785    | 0,58  |
| Oekraïners | 4.635     | 0,23  |
| overige | 55.097    | 2,71  |
| niet opgegeven | 55.016    | 2,71  |
| Totaal | 2.031.992 | 100   |

### Historische bevolkingssamenstelling
De bevolkingssamenstelling is tussen 1910 en 2011 (jaren waarin volkstellingen plaatsvonden) sterk veranderd. De Serviërs hebben nu een dominant overwicht in de bevolking. In het verleden waren de Duitsers en Hongaren echter ook grote groepen. De Duitsers werden na de Tweede Wereldoorlog verdreven, de Hongaren bleven, maar velen onder hen vertrokken naar het moederland of na de Joegoslavische oorlogen naar West-Europa. De Kroaten hebben ook in aantal een sterke terugloop gehad sinds het uiteenvallen van Joegoslavië en de anti-Kroatische politiek in de Servische republiek.

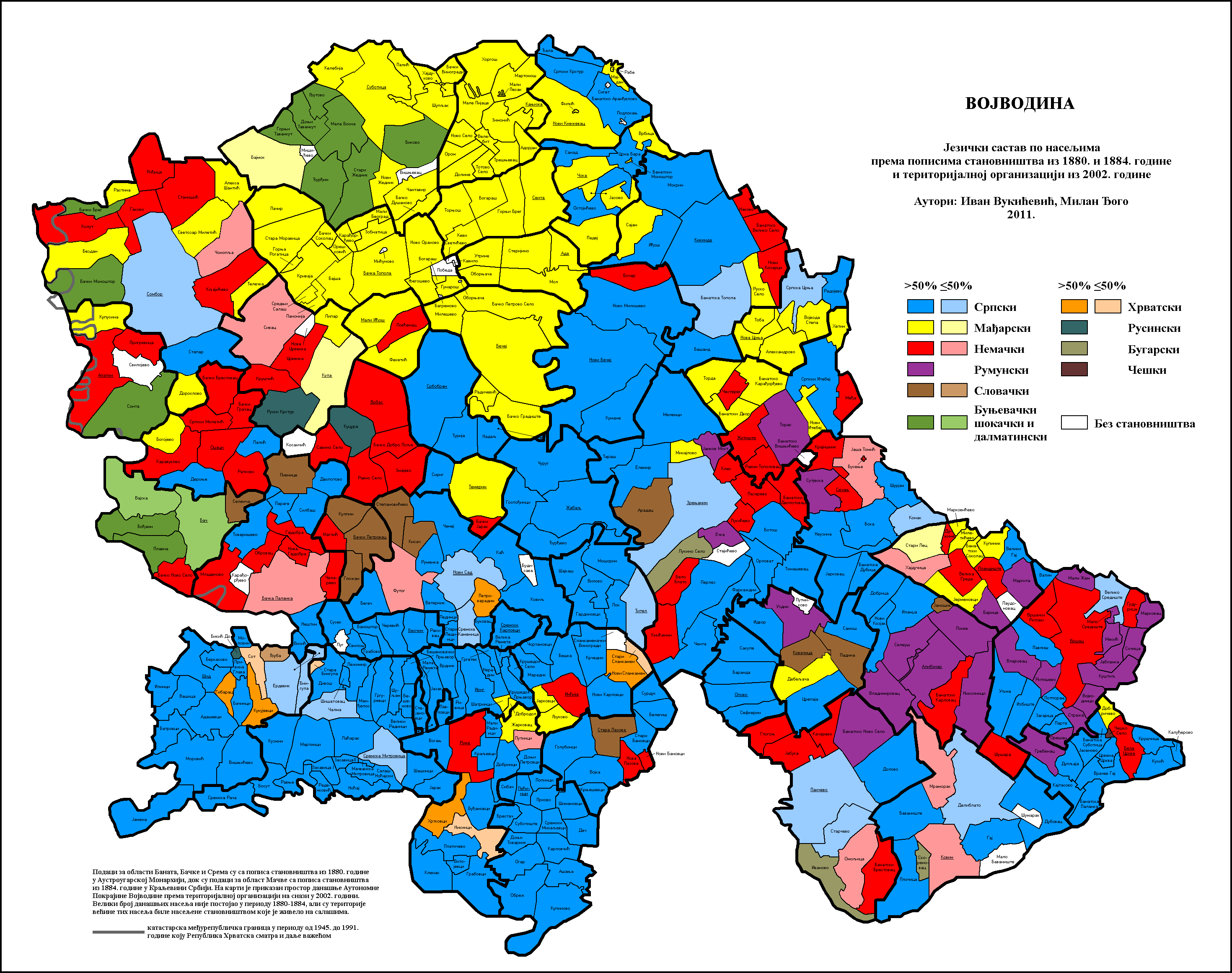
taalsituatie in 1880
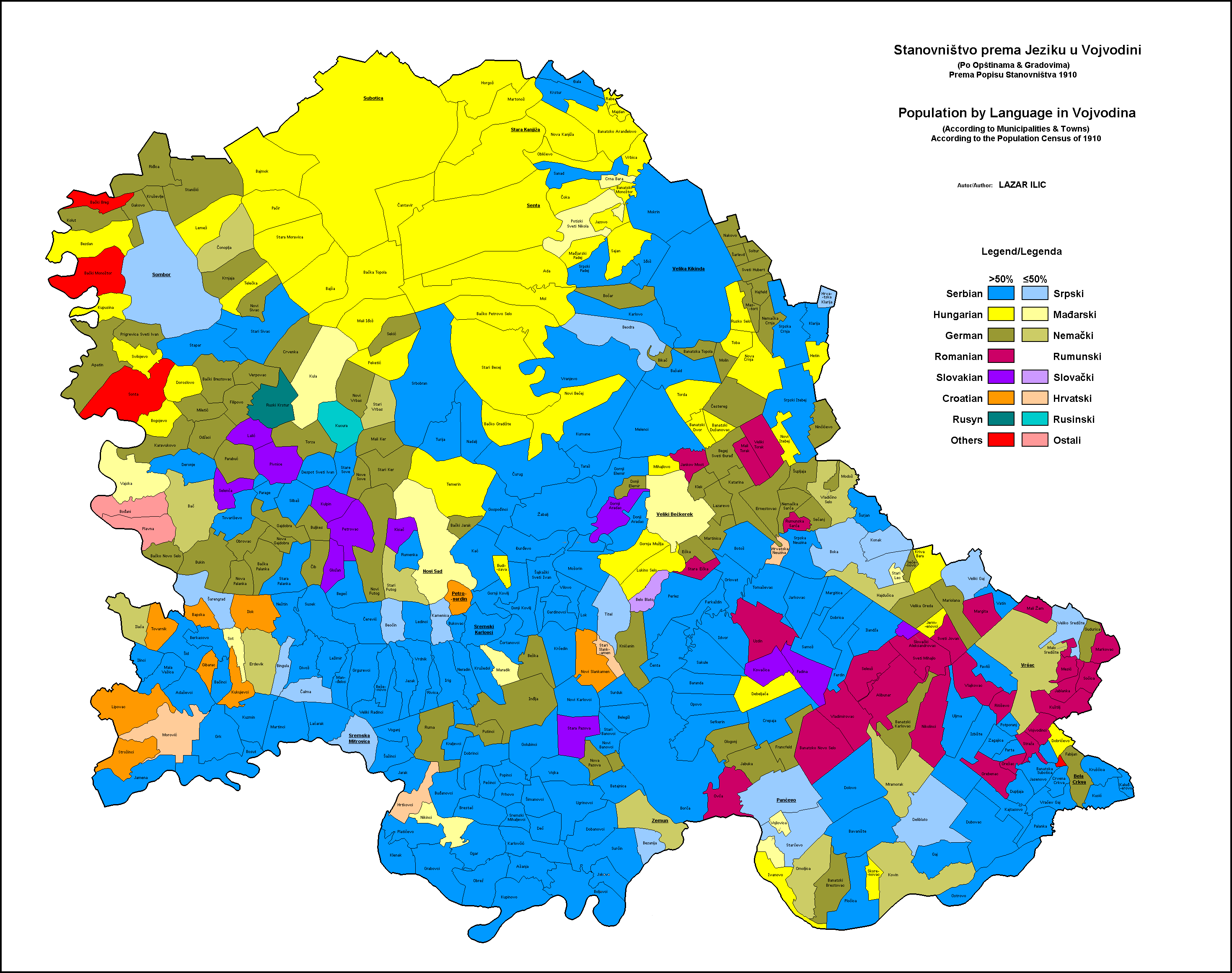
taalsituatie in 1910
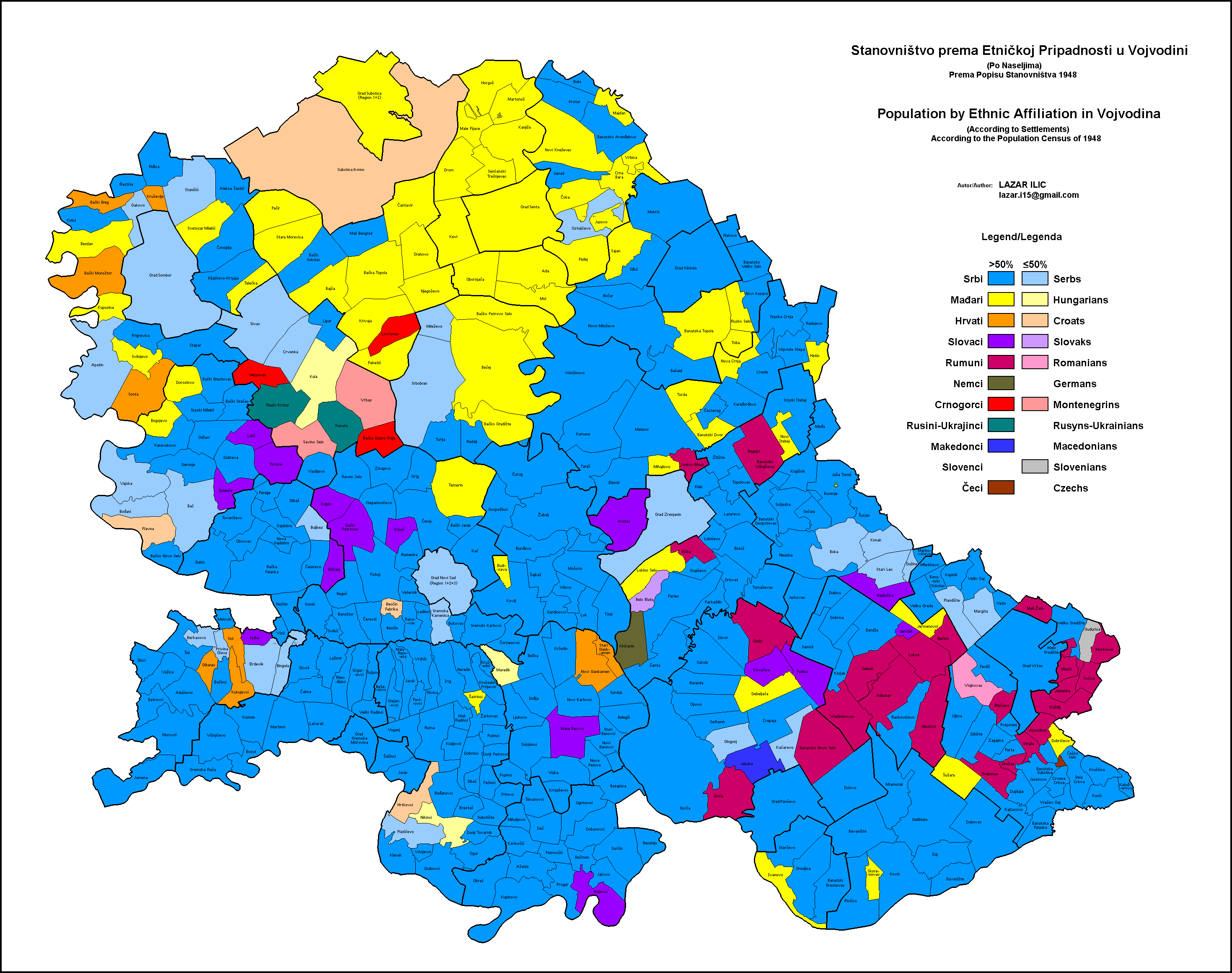
taalsituatie in 1948
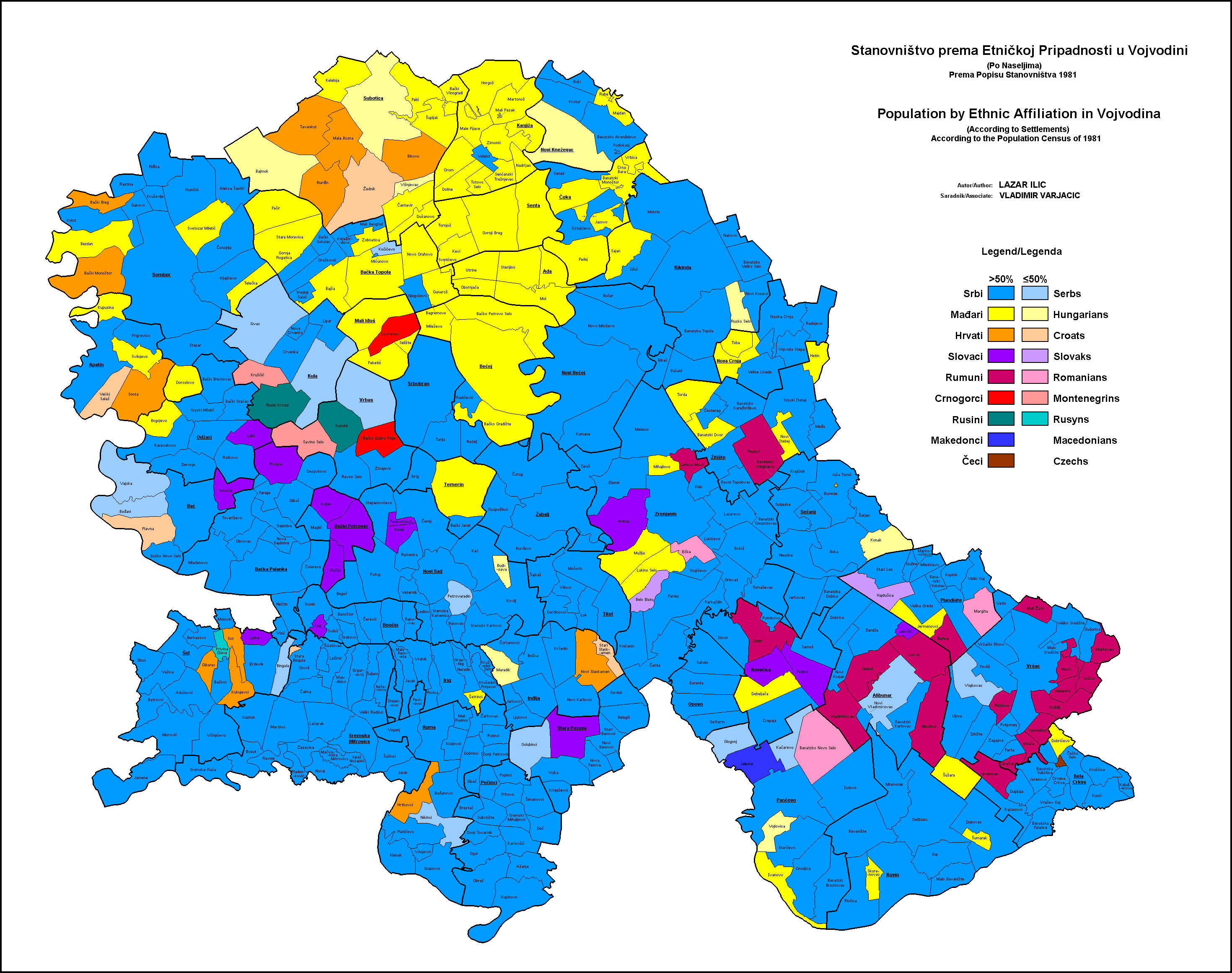
taalsituatie in 1971
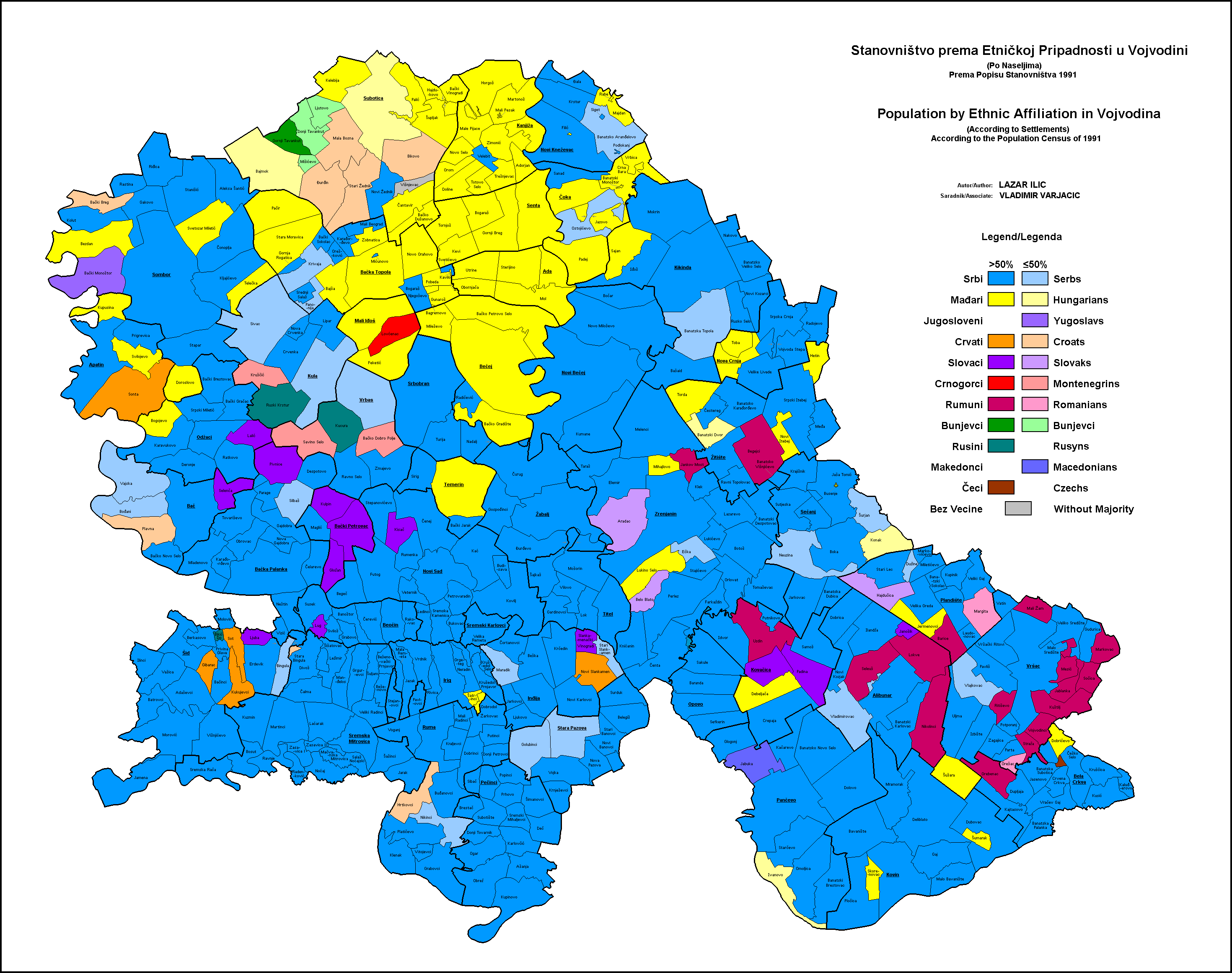
taalsituatie in 1991
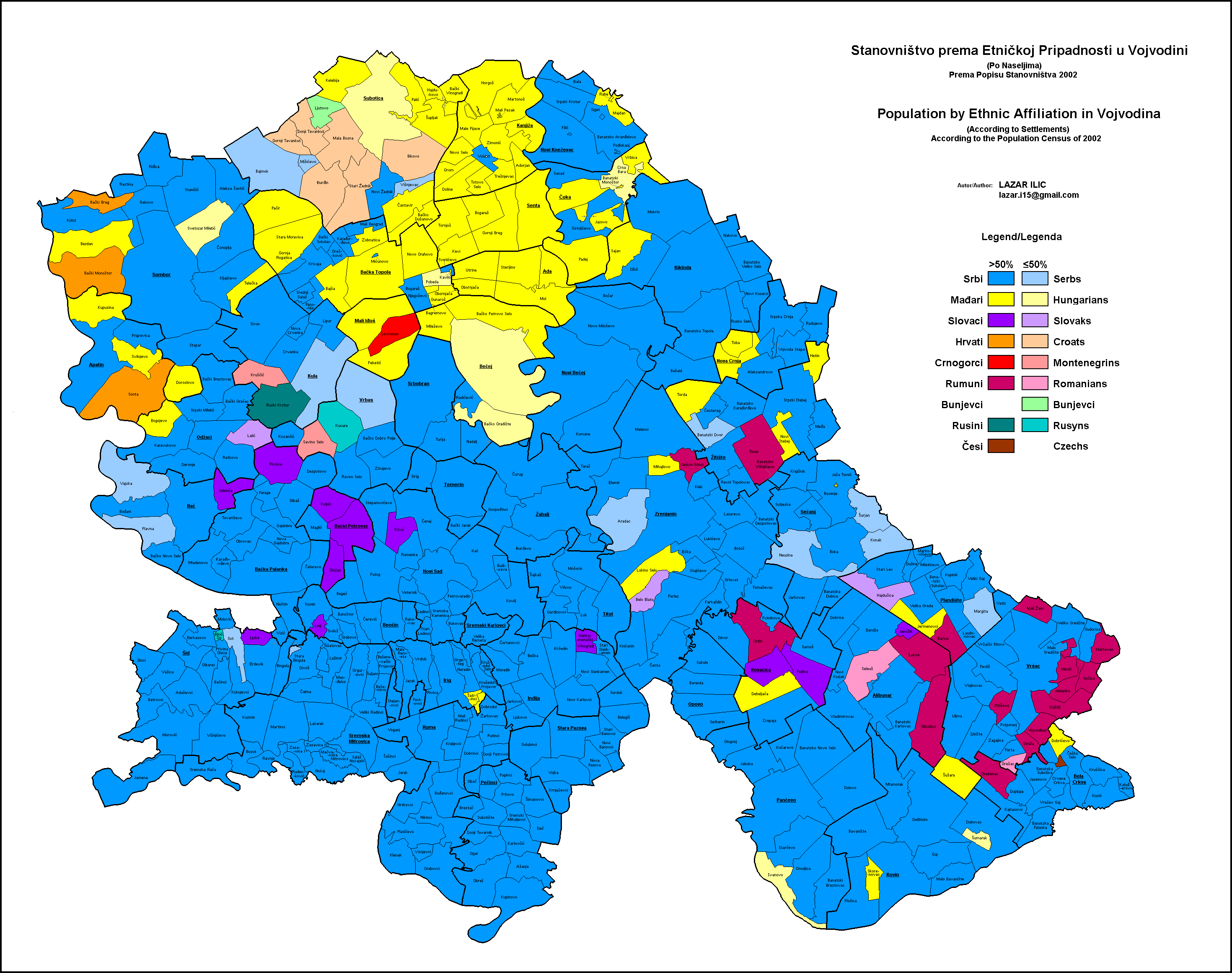
taalsituatie in 2002
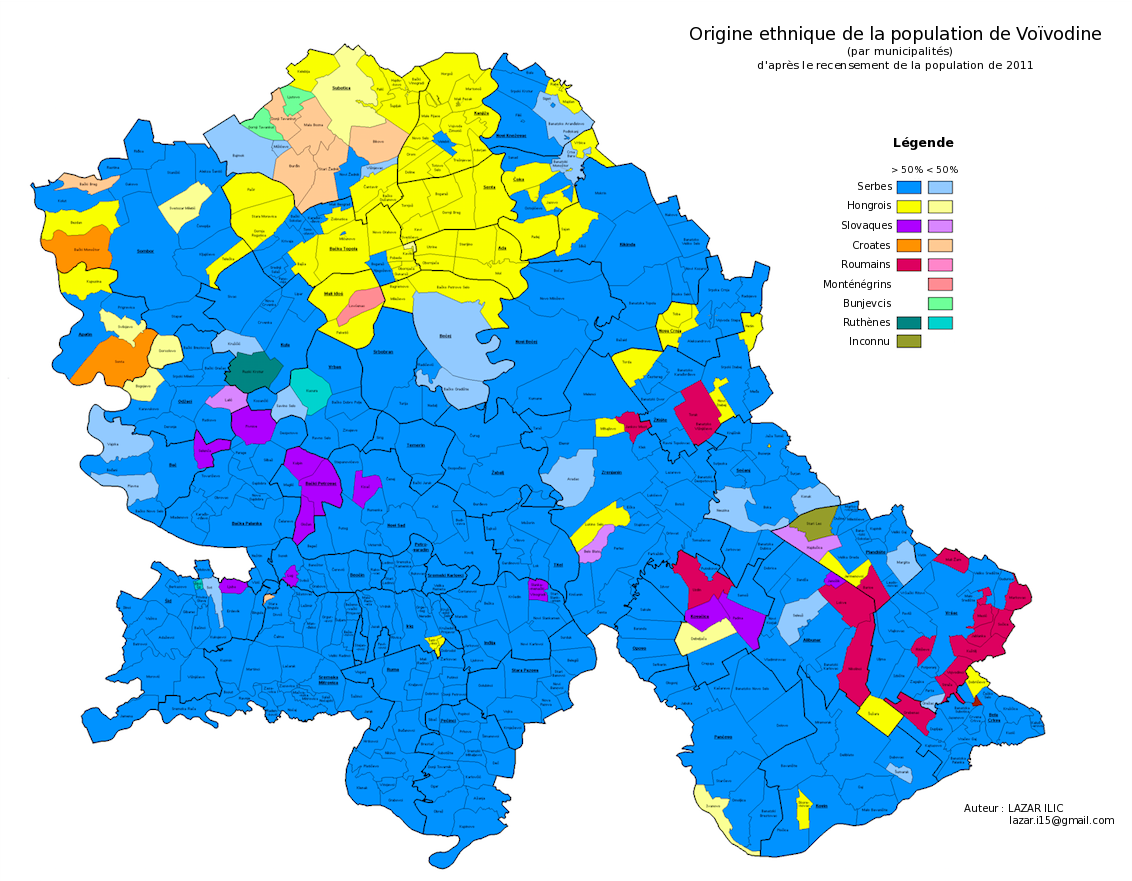
taalsituatie in 2011

## Districten
De autonome regio bestaat uit de volgende districten:
- West-Bačka
- Noord-Bačka
- Zuid-Bačka
- Noord-Banaat
- Centraal-Banaat
- Zuid-Banaat
- Srem

## Politiek

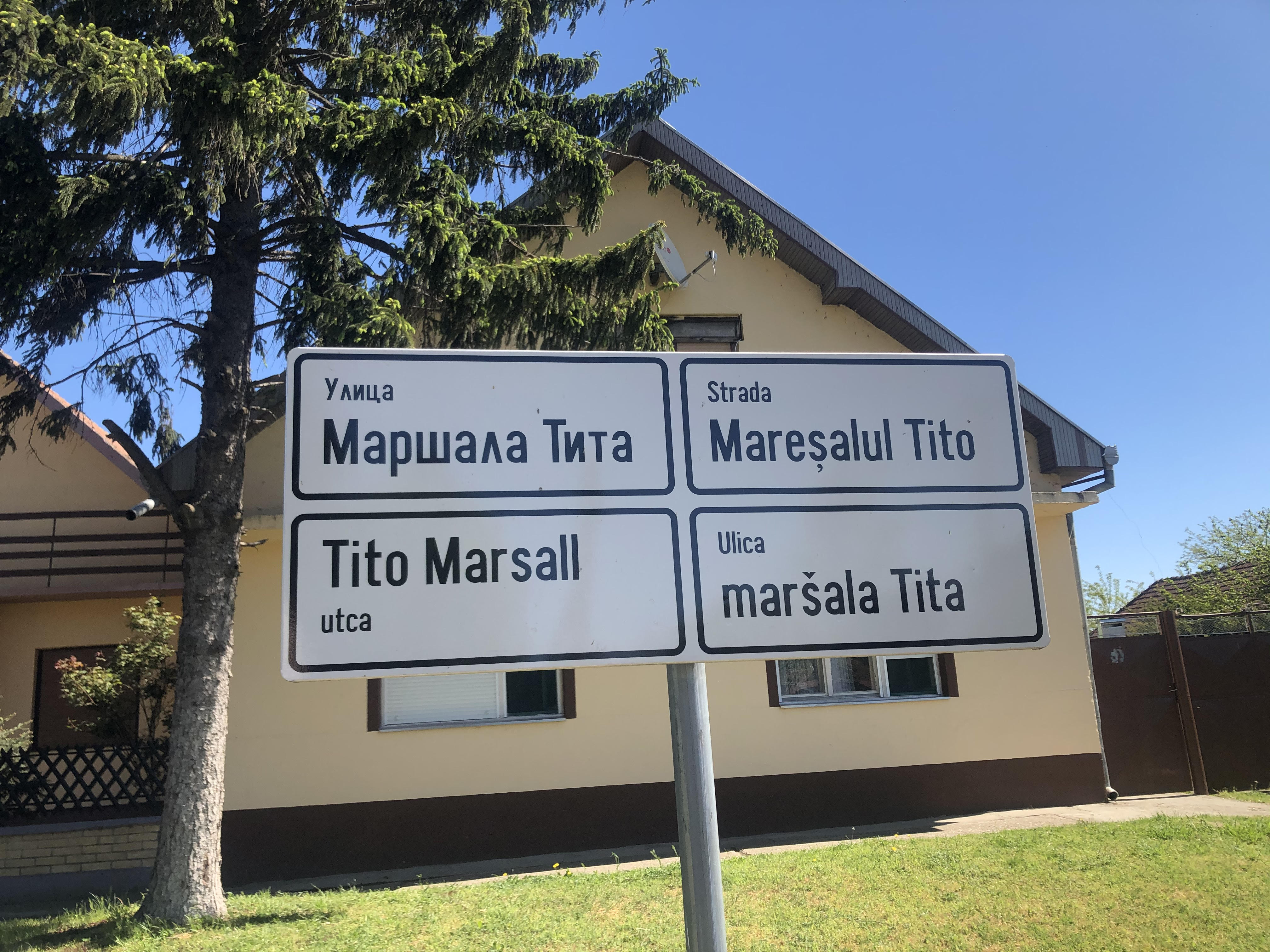
Meertalige straatnaamborden in Vojvodina

Vojvodina heeft een eigen parlement (Volksvergadering van Vojvodina) dat is gevestigd in de hoofdstad Novi Sad. Het regionale parlement heeft 120 zetels.

### Verdeling zetels sinds 2020
Het parlement bestaat na de verkiezingen van 21 juni 2020 uit de volgende partijen:
- SPS - Servische progressieve partij 58,31% - 97 zetels
- Servische Socialistische Partij - 10,32% -
- Alliantie van Hongaren in Vojvodina 9,72% -

### Verdeling zetels parlement sinds 2012
| Partij                                                | Percentage van de stemmen | Aantal zetels |
| ----------------------------------------------------- | ------------------------- | ------------- |
| Choice for a Better Vojvodina – Dr Bojan Pajtić       | 48,33%                    | 58            |
| Let's Get Vojvodina Moving – Tomislav Nikolić         | 18,33%                    | 22            |
| Ivica Dačić – SPS – PUPS – JS – SDPS                  | 10,83%                    | 13            |
| League of Social Democrats of Vojvodina – Nenad Čanak | 8,33%                     | 10            |
| Alliantie van Hongaren in Vojvodina – Ištvan Pastor   | 5,83%                     | 7             |
| Servische Radicale Partij – Dr Vojislav Šešelj        | 4,17%                     | 5             |
| Democratische Partij van Servië – Vojislav Koštunica  | 3,33%                     | 4             |
| Čedomir Jovanović - Vojvodinian Preokret              | 0,83%                     | 1             |

## Media
Vojvodina heeft een eigen publieke radio en televisie, Radio Televizija Vojvodine. De organisatie verzorgt op drie radiozenders en op twee televisiekanalen uitzendingen in het Servisch en de erkende talen van de minderheden van Vojvodina. Het eerste televisiekanaal is Servisch, het tweede kanaal verzorgt uitzendingen in de talen van de minderheden. Op de radio is radio 1 Servischtalig, radio 2 Hongaarstalig en radio 3 bestemd voor de overige minderheden.
Naast de publieke omroep is er ook een Hongaarstalige Radio en Televisie stichting. Pannon RTV. Deze organisatie is voortgekomen uit het publieke station Radio Subotica (Hongaars: Szabadkai Rádió). Deze zender startte haar uitzendingen in 1968 in het Servisch, Kroatisch en Hongaars. In 2006 besloot de Servische regering dat de zender zou worden afgestoten. De stad Subotica nam de zender over. In 2015 werd de zender een commerciële organisatie en overgenomen door een Hongaarse stichting. Deze heeft een tv zender (Pannon TV), en twee radiostations (Pannon Rádió voor popmuziek en Szabadkai Magyar Rádió voor nieuws, cultuur en achtergronden).